# 云澳中柱天后宫
云澳中柱天后宫，位于中国广东省汕头市南澳县云澳镇中柱村委会，为南澳县的一个县级文物保护单位，类型为古建筑，公布时间为1999年9月24日。
云澳中柱天后宫的历史年代为清代。